# Barbara Turner
Barbara Renee Turner, anche nota con il nome turco di Bahar Öztürk (Cleveland, 8 giugno 1984), è un'ex cestista e allenatrice di pallacanestro statunitense con cittadinanza turca, professionista nella WNBA.

## Carriera
È stata selezionata dalle Seattle Storm al primo giro del Draft WNBA 2006 con l'11ª chiamata assoluta.

## Palmarès
- 2 volte campionessa NCAA (2003, 2004)